# 科拉加语
科拉加语（卡纳达文：ಕೊರಗ），是一种达罗毗荼语言，为印度西南部图卢纳德的科拉加部落人民所使用。该语言与卡纳达语和图卢语有联系，但不能相互通话。这种语言和喀拉拉邦科拉加语部落使用的语言也不能互通。

## 分类
科拉加语属于达罗毗荼语系南达罗毗荼语族。科拉加语是口语，一般不写，写的时候一般使用卡纳达文。 科拉加人一般熟识图卢语和卡纳达语，用这些语言来书写书面作品。

## 方言
根据Bhat (1968)，科拉加语有四种方言: 
- Onti (在Udupi使用)
- Tappu (在Hebri)
- Mundu (在Kundapura)
- Ande (在Mangalore)